# Самуель Боулз
Самуель Стеббінс Боулз (англ. Samuel Stebbins Bowles, 6 січня 1939, м. Нью-Гейвен, США) — американський економіст, представник неомарксистської політекономії та професор в Массачусетському університеті в Емгерсті, викладач курсів з макроекономіки та теорії інститутів.

## Біографія
Самуель Боулз народився 6 січня 1939 року в Нью-Гейвен (Коннектикут). Батько Честер Боулз посол США.
Самуель Боулз здобув ступінь бакалавра у Єльському університеті в 1960 році. Учасник російського хору в Єльському університеті. У 1965 році Самуель отримав ступінь доктора філософії економічного факультету Гарвардського університету з дисертацією «Ефективне розподілення ресурсів в освіті: модель планування із застосуванням до Північної Нігерії». Самуель Боулз викладач Гарварду з 1971 року. У 1974 році залишає Гарвард, щоб очолити кафедру економіки Массачусетського університету в Емгерсті, де викладав по 2001 рік. Боулз член редакційної ради журналу «Огляд радикальної політичної економії» (англ. Review for Radical Political Economies) з 1974 по 1976 рік та член організаційного комітету Центру популярної економіки з 1978 року. З 2001 по 2010 рік продовжує викладацьку діяльність у Сієнському університеті.
У 2006 році Боулз нагороджений Інститутом глобального розвитку та навколишнього середовища премією Леонтьєва за видатний внесок в економічну теорію.

## Робота
Боулз кинув виклик економічним теоріям стосовно тези про те, що вільні ринки та нерівність максимізують ефективність, доводив, що власне зацікавлені фінансові стимули можуть спричинити неефективну поведінку та порушувати мораль суспільства. Він стверджував, що країни з меншою нерівністю, такі як азійські країни, перевершили економіку з більшою нерівністю, наприклад, країни Латинської Америки.
На своєму вебсайті Інституту Санта-Фе Боулз описує два свої основні академічні інтереси: «спільну еволюцію уподобань, інституцій та поведінки з акцентом на моделювання та емпіричне вивчення культурної еволюції, важливість та еволюцію самооцінки в поясненні поведінки та застосування цих досліджень у таких сферах політики, як права інтелектуальної власності, економіка освіти та політика державних перерозподільних програм»; друге стосується «причин та наслідків економічної нерівності, з акцентом на взаємозв'язок між нерівністю в розподілі багатства, неповними контрактами та управлінням господарськими операціями на підприємствах, ринках, родинах та громадах».
Боулз співпрацює зі своїм колишнім колегою Гербертом Гінтісом. Мартін Лютер Кінг-молодший пропонує їм підготувати довідкові матеріали до «Маршу бідних людей» 1968 року.
Самуель Боулз один із засновників ініціативи проекту CORE щодо реформи навчальної програми з економіки, яка спрямована на оновлення навчальної програми для студентів, задля інтеграції такихі теми, як альтруїзм, нерівність та екологічна економіка. С. Боулз — член її керівної групи та автор безкоштовного онлайн-підручника із відкритим доступом під назвою «Економіка».
Сучасні дослідження Боулза включають теоретичну та емпіричну аналітику політичної ієрархії, нерівності багатств та їх еволюції в дуже довгому періоді. Його дослідження з питань культурної та генетичної еволюції оскаржували загальноприйняте економічне припущення, що люди цілком мотивовані власними інтересами. Останні дослідження С. Боулза показували, як організаціям, громадам та націям можна було б краще керувати з огляду на той факт, що альтруїстичні та етичні мотиви є загальними для більшості населення.

#### Егоїзм проти альтруїзму
Боулз активно досліджує, як люди мотивуються егоїзмом та прагненням максимізувати свій власний дохід порівняно з альтруїзмом та бажанням зробити добру справу. Експерименти в реальному світі показують, що всупереч традиційним економічним теоріям ринкові стимули руйнують співпрацю і є менш ефективними, ніж добровільна, альтруїстична поведінка. Експерименти з поведінки припускають, що "економічні стимули можуть бути контрпродуктивними, коли вони сигналізують про те, що егоїзм — це «адекватна відповідь» та «підривають моральні цінності, які змушують людей діяти альтруїстично».
У більшості випадків «стимули підривають етичні мотиви», оскільки «можуть поставити в рамки проблеми рішення і тим самим запропонувати власний інтерес як відповідну поведінку». Використання ринкової термінології пропонує виправдання для дій, які в іншому випадку були б невиправданими. Економічні структури суспільства створюють людей з різними цінностями.

#### Нерівність проти економічного успіху
«Який взаємозв'язок між нерівністю та економічним успіхом країн, фірм та місцевих громад?» — запитує Боулз.
В Університеті Берклі Боулз, та інші дослідники оскаржують два погляди, яких дотримуються більшість економістів, а саме те, що нерівність йде поряд з економічним успіхом країни і зменшення економічної нерівності неминуче загрожує ефективності. Наприклад, країни Східної Азії з відносно рівним розподілом доходу різко перевершили країни Латинської Америки з менш рівним розподілом доходів. Інвестиції в харчування, здоров'я та освіту бідних дітей дають не тільки більше економічних можливостей, але й вищі економічні показники. Виникнення економічної теорії свідчить про те, що нерівність може мати несприятливі наслідки.
Група Берклі вивчила чотири питання:
1. Як нерівність впливає на співпрацю в місцевих громадах, місцеве довкілля та інші суспільні блага, такі як зрошувальна вода, безпека району та інші житлові зручності, рибальство, лісове господарство та пасовища?
2. Як нерівності впливають на ефективність та продуктивність фермерських господарств, фірм та інших організацій, чи існують ефективніші форми управління?
3. Як економічні розбіжності серед громадян впливають на переговори, вироблення політики та економічну ефективність на національному рівні?
4. Якими принципами може керуватися розробка ефективної та вигідної політики для зменшення рівня бідності та розширення економічних можливостей для менш забезпечених?

## Публікації
- Боулз, Самуель (1969). Планування освітніх систем для економічного зростання. Кембридж, Массачусетс: Видавництво Гарвардського університету. (англ. Planning educational systems for economic growth. Cambridge, Massachusetts: Harvard University Press.).
- Боулз, Самуель; Кендрік, Девід(1970). Примітки та проблеми мікроекономічної теорії. Чикаго. (англ. Bowles, Samuel; Kendrick, David A. (1970). Notes and problems in microeconomic theory. Chicago: Markham Publishing.).
- Боулз, Самуель; Ерроу, Кеннет; Дюрлауф, Стівен (2000). Меритократія та економічна нерівність. Прінстон, Нью-Джерсі: Видавництво Принстонського університету. (англ. Bowles, Samuel; Arrow, Kenneth; Durlauf, Steven (2000). Meritocracy and economic inequality. Princeton, New Jersey: Princeton University Press.).
- Боулз, Самуель; Джозеф, Генріх; Бойд, Роберт; Камерер, Колін; Фер, Ернст; Гінтіс, Герберт (2004).Основи людської соціальності: економічні експерименти та етнографічні докази п'ятнадцяти невеликих товариств. Оксфорд (Нью-Йорк): Видавництво Оксфордського університету. (англ. Bowles, Samuel; Henrich, Joseph; Boyd, Robert; Camerer, Colin; Fehr, Ernst; Gintis, Herbert (2004). Foundations of human sociality: economic experiments and ethnographic evidence from fifteen small-scale societies. Oxford New York: Oxford University Press.).
- Боулз, Самуель; Гінтіс, Герберт; Осборн Гроувс, Мелісса (2005). Нерівні шанси: сімейний фон та економічний успіх. Прінстон (Нью-Джерсі): Фонд Рассела Сейджа, Видавництво Принстонського університету. (англ. Bowles, Samuel; Gintis, Herbert; Osborne Groves, Melissa (2005). Unequal chances: family background and economic success. New York Princeton, New Jersey: Russell Sage Foundation, Princeton University Press.).
- Боулз, Самуель; Рузвельт, Франклін;; Едвардс, Річард (2005). Розуміння капіталізму: конкуренція, командування та зміни. Нью-Йорк: Видавництво Оксфордського університету. (англ. Bowles, Samuel; Roosevelt, Frank; Edwards, Richard (2005). Understanding capitalism: competition, command, and change. New York: Oxford University Press.).
- Боулз, Самуель; Гінтіс, Герберт (2011). Кооперативний вид взаємності людини та її еволюція. Прінстон (Нью-Джерсі): Видавництво Принстонського університету. (англ. Bowles, Samuel; Gintis, Herbert (2011). A cooperative species human reciprocity and its evolution. Princeton, New Jersey: Princeton University Press.).
- Боулз, Самуель (2016). Моральна економіка: чому хороші стимули не є заміною для добрих громадян. Нью-Гейвен (Коннектикут): Видавництво Єльського університету. (англ. Bowles, Samuel (2016). The Moral Economy: Why Good Incentives Are No Substitute for Good Citizens. New Haven, Connecticut: Yale University Press.).